# Heinrich Wilhelm Stoll
Heinrich Wilhelm Stoll (nascido em 16 de janeiro de 1819 em Sechshelden, † 19 de junho de 1890 em Weilburg) foi um educador alemão e filólogo clássico.
Heinrich W. Stoll veio de uma família de camponeses e mineiros de Nassau. Entre 1831 e 1835, sua família possibilitou a sua visita ao Centro Pedagógico de Dillenburg. De 1836 a 1838, ele foi capaz de participar da Weilburg High School, onde propostas incluídas Johann Philipp Krebs seus professores por uma doação da família real holandesa. Desde 1838, Stoll estudou filologia clássica na Universidade de Göttingen. Karl Otfried Müller, Friedrich Wilhelm Schneidewin e Ernst von Leutsch eram seu professor mais importante, e ele também ouviu a Christoph Wilhelm Mitscherlich, Karl Hoeck (1794-1877), Johann Friedrich Herbart e Heinrich Ritter. Acima de tudo, Müller deveria influenciar Stoll e interessá-lo pelas realidades gregas: história, mitologia e arqueologia. Depois da morte de Mueller, Schneidewin foi particularmente importante, o Stoll também introduziu a filologia grega.
No inverno de 1840/41, Stoll passou no exame do estado e foi até 1842 professor em uma escola particular em Idstein. Após meio ano de liberdade condicional, Stoll foi contratado em 1843 em Dillenburg, na pedagogia. Em 1845 mudou-se para o Gymnasium em Wiesbaden, onde trabalhou primeiro como professor substituto e desde a Páscoa de 1849 como reitor. No outono, Stoll sucedeu Karl Felix Halm no Ginásio de Hadamar, onde liderou grande parte do ensino clássico antigo. Por causa das tensões confessionais, a Protestant Stoll foi transferida em outubro de 1852 da escola católica de Hadamar para Weilburg. Em Weilburg, Stoll permaneceu o resto de sua carreira e ensinou as línguas antigas. Em 1858 tornou-se vice-reitor e em 1859 professor. Ele foi aposentado na Páscoa de 1884.
Stoll foi um escritor prolífico. Ele escreveu um número significativo de monografias, além de vários ensaios em revistas. Ele contribuiu com artigos para o léxico real da antiguidade clássica de Lübker, a verdadeira enciclopédia da antiguidade clássica, e o léxico da mitologia grega e romana de Roscher. Muitos de seus escritos foram introduções para estudantes e leigos interessados, a quem ele queria aproximar a antiguidade. Seu Manual da Religião e Mitologia dos Gregos e Romanos tornou-se um clássico, teve muitas edições até o próximo milênio e foi traduzido para várias outras línguas. Outros escritos particularmente bem-sucedidos de Stoll, como os dois volumes Os Deuses e Heróis da Antiguidade Clássica e As Lendas da Antiguidade Clássica, tratavam da mitologia antiga.
fontes